# قلعه حسن (بستک)
قلعه حسن روستای کوچکی از روستاهای منطقهٔ فرامرزان. در این ناحیه خشک تعداد بسیار کمی از انسان‌ها زندگی می‌کنند و شرایط مطلوب زندگی ندارد. و از توابع بخش جناح شهرستان بستک هرمزگان است.

## جمعیت
جمعیت این روستا ۳۰ نفر (۲ خانوار)
است، که در آنجا زندگی می‌کنند. دارای مسجد، دبستان، و چند باب آب‌انبار برکه است.

## پیشه
پیشه مردم روستا دامداری وکشاورزی است و از این راه امرار معاش می‌کنند.

## محدوده قلعه حسن
از شمال دهنو قلندران، از جنوب دهنو خواجه، از مغرب عالی احمدان، و از سمت مشرق به هنگویه محدود می‌گردد. آثار قلعه‌ای کهن در ضلع جنوبی روستا به چشم می‌خورد که تاریخش به قبل از اسلام بر می‌گردد.

## فهرست منابع و مآخذ
- محمدیان، کوخردی، محمد،  «شهرستان بستک و بخش کوخرد» ، ج۱. چاپ اول، دبی: سال انتشار ۲۰۰۵ میلادی.
- عباسی، قلی، مصطفی،  «بستک وجهانگیریه» ، چاپ اول، تهران: ناشر: شرکت انتشارات جهان معاصر، سال ۱۳۷۲ خورشیدی.
- سلامی، بستکی، احمد.  (بستک در گذرگاه تاریخ)  ج۲ چاپ اول، ۱۳۷۲ خورشیدی.
- نگاره‌ها از: احمد سلمان گوده‌ای و محمد محمدیان کوخِردی.
- بالود، محمد.  (فرهنگ عامه در منطقه بستک)  ناشر همسایه، چاپ زیتون، انتشار سال ۱۳۸۴ خورشیدی.
- مهندس: موحد، جمیل. (بستک و خلیج فارس) چاپ اول، تهران: سال انتشار ۱۳۴۳ خورشیدی.
- بالود، محمد.  (فرهنگ عامه در منطقه بستک)  ناشر همسایه، چاپ زیتون، انتشار سال ۱۳۸۴ خورشیدی.
- الکوخردی، محمد، بن یوسف، (کُوخِرد حَاضِرَة اِسلامِیةَ عَلی ضِفافِ نَهر مِهران Kookherd, an Islamic District on the bank of Mehran River) الطبعة الثالثة، دبی: سنة ۱۹۹۷ للمیلاد.
- بختیاری، سعید،  «اتواطلس ایران» ، “ مؤسسه جغرافیایی وکارتگرافی گیتاشناسی، بهار ۱۳۸۴ خورشیدی.
- چمن پیرا، ناصر پاییز ۱۳۷۴ خورشیدی.
- محمد، صدیق «تارخ فارس» صفحه‌های (۵۰ ـ ۵۱ ـ ۵۲ ـ ۵۳)، چاپ سال ۱۹۹۳ میلادی.
- اطلس گیتاشناسی استان‌های ایران [Atlas Gitashenasi Ostanhai Iran] (Gitashenasi Province Atlas of Iran)